# Marowijne
Marowijne é um dos 10 distritos do Suriname. Sua capital é a cidade de Albina.

## Subdivisões
O distrito está subdivido em 6 localidades (em neerlandês:ressorten):
- Albina
- Galibi
- Moengo
- Moengotapoe
- Patamacca
- Wanhatti